# Imbribryum blandum
Imbribryum blandum là một loài rêu trong họ Bryaceae. Loài này được Hook. f. & Wilson N. Pedersen mô tả khoa học đầu tiên năm 2005.